# Heterohyus
Heterohyus és un gènere extint de mamífers cimolests de la família dels apatèmids que visqueren a Europa durant l'Eocè. Se n'han trobat restes fòssils a Alemanya, Espanya (incloent-hi el jaciment de Sossís), França, Portugal, el Regne Unit i Suïssa. És un exemple de convergència evolutiva amb l'ai-ai, amb el qual presenta una clara semblança física tot i no ser-ne un parent proper. Per exemple, la gran longitud del segon i tercer dits en comparació amb la resta és probablement una adaptació per extreure larves d'insectes dels troncs, la mateixa funció que compleix en l'ai-ai. Les diferents espècies d'Heterohyus abastaven tota la gamma de mides des dels ratolins fins als castors. Tenien dues premolars inferiors.